# 大島行弥
大島 行弥（おおしま ゆきや、1965年1月30日 - ）は、福岡県出身の元オートバイ・ロードレース選手。1987年の全日本ロードレース選手権TT F1クラスチャンピオン。ヨシムラ・スズキのライダーとして1988年のデイトナ200マイルレースに出場した。

## 経歴
1982年秋に西日本サーキットでロードレースデビュー、初レースで3位に入る。1983年は西日本選手権ロードレース・プロダクションF3クラスに参戦。1984年、西日本選手権ノービス250ccで初優勝し頭角を現す。西日本選手権では宮崎敦が同時期に同カテゴリーに参戦していた。1985年、西日本選手権ノービスF3チャンピオンを獲得。
西日本サーキット以外でのレースに参戦するにはどうしたらいいのか考えた結果、鈴鹿のモリワキエンジニアリングにレースをやり続けたい気持ちを記した手紙を送る。その中で「全日本最終戦・鈴鹿大会（日本GP）に遠征参戦するので自分の走りを見てください。」と思いを書いた。その手紙のレースに賭ける純粋な内容が森脇夫人（吉村秀雄の長女）の印象に残ることとなる。鈴鹿でのレース結果はエンジントラブルで散々なものだったが、森脇夫人が大島の存在をヨシムラに話したことがきっかけとなり、以後のライダー人生が大きく動くこととなった。

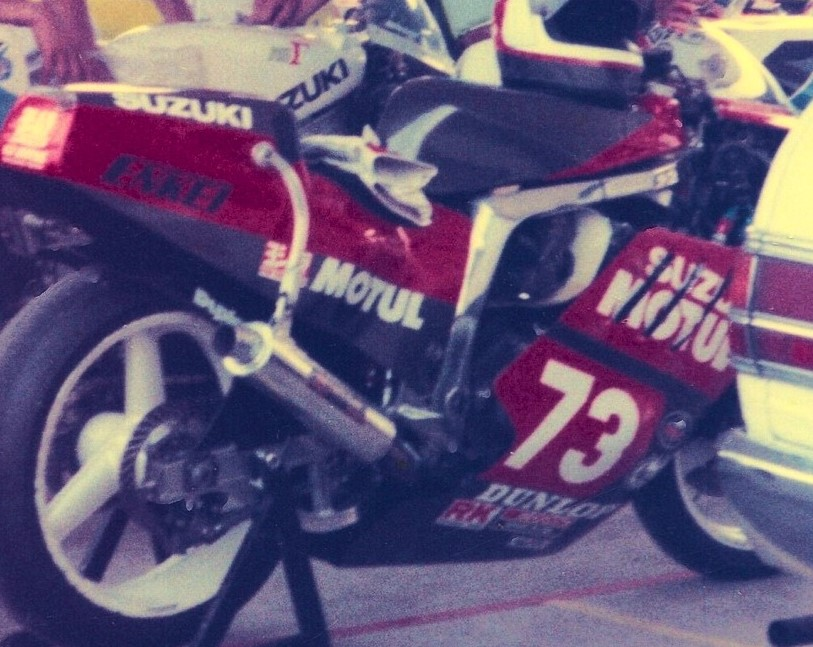
1986年 ヨシムラスズキ・GSX-R750

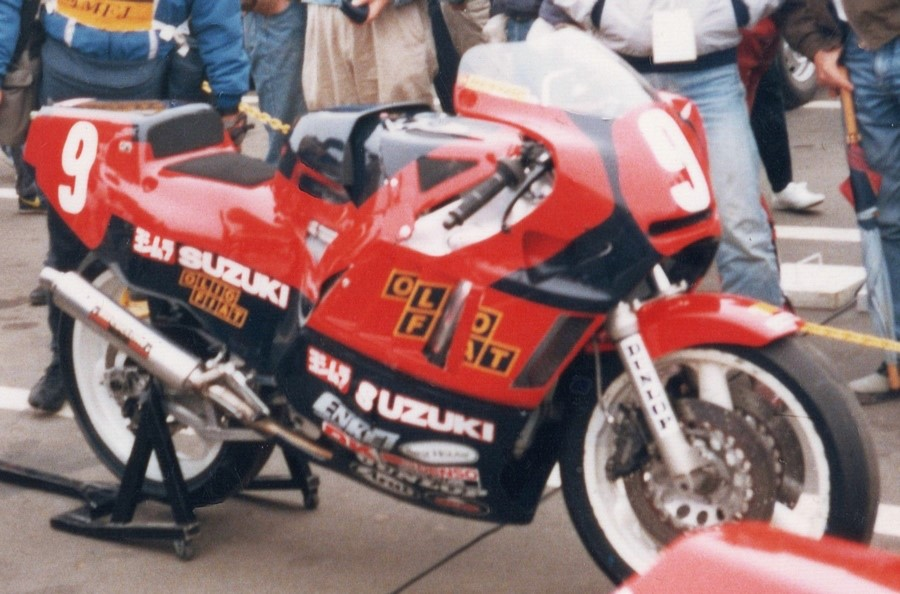
1987年 ヨシムラスズキ・GSX-R400

1985年オフ、大島の西日本での好成績もあり、森脇夫人が推薦したヨシムラへの加入が決まる（ヨシムラ加入は国際B級からの昇格となる宮崎祥司と同期）。ライセンスも国際A級への特別昇格が認められ、ヨシムラ・スズキGSX-Rで1986年の全日本TT F1クラスにフル参戦することが決まった。加えて、ヨシムラのエースである辻本聡がF1第2戦の予選で足を骨折。押しがけスタートが負担となるため、シーズン途中でダブルエントリーしていたTT-F3クラスへの参戦を休止することになり、その代役として大島がF1だけでなくF3にも参戦しダブルエントリーすることとなった。同年はTT F1で連覇を目指す辻本の背中を追い、大島もF1第4戦SUGOでのポールポジション獲得をはじめ、辻本との1-2フィニッシュも2度記録しランキング2位を獲得。一躍トップライダーの仲間入りをする。
1987年7月26日の鈴鹿8時間耐久ロードレースではケビン・シュワンツとのコンビで参戦。ヨシムラのエースナンバー12号車で優勝も期待される組み合わせだったが、序盤にマシントラブルが発生し早々にリタイアする結果となった。8月30日にSUGOで日本ラウンドが開催された「ポカリスエット'87TTフォーミュラ世界選手権第6戦」では、予選3位グリッドを獲得し、決勝レースでは序盤からレースの大半でトップを走行したが、ピットイン後ペースアップしたケビン・マギー（ヤマハ・YZF）に逆転され惜しくも世界選手権での勝利を逃し2位となった（日本選手最高位）。なお、3位のマイケル・ドゥーハン（ヤマハ・FZR）を抑えきっての表彰台獲得であった。
同年の全日本シリーズ戦では前年に続いてダブルエントリーを継続、TT F1では第7戦筑波でA級初優勝を挙げると以後3連勝と獲得ポイントを伸ばし、前年のチームメイト・宮崎祥司（同年からホンダ陣営ブルーフォックスへ移籍）とのタイトル争いを制しシリーズチャンピオンを獲得。ヨシムラ・スズキとしては前2年の辻本を引き継いでのTT F1クラス3連覇となった。 TT F3クラスでもF1クラスの開催がなかった第9戦筑波で1勝を挙げ、ランキング3位を獲得する。
1988年3月、前年の辻本と同じくAMAデイトナ200マイルレースに遠征。ヒートレースで1位、200マイルレースではダグ・ポーレン、ケビン・シュワンツと争う中で序盤トップを走行する健闘を見せた。
1990年シーズンからヨシムラの全日本TT F1フル参戦はダグ・ポーレンと高吉克郎に集約されることになり、大島のヨシムラからの参戦は終了。以後は、スズキ・ワークスの新プロジェクトであるRGV-Γ250の初期開発で全日本250ccクラスに参戦した。

## レース戦歴

### 全日本ロードレース選手権
| 年     | チーム                    | マシン           | 区分    | クラス | 1       | 2     | 3       | 4       | 5     | 6       | 7       | 8       | 9     | 10    | 11    | 12  | 順位 | ポイント |
| ------ | ------------------------- | ---------------- | ------- | ------ | ------- | ----- | ------- | ------- | ----- | ------- | ------- | ------- | ----- | ----- | ----- | --- | ---- | -------- |
| 1986年 | ヨシムラMOTUL             | スズキ・GSX-R400 | 国際A級 | TT F3  | -       | SUG - | SUZ -   | TSU 4   | SUG 5 | -       | TSU 9   | TSU Ret | SUG 6 | SUZ 4 |       |     | 9位  | 57       |
| 1986年 | ヨシムラMOTUL             | スズキ・GSX-R750 | 国際A級 | TT F1  | SUZ 5   | SUG 2 | SUZ DNQ | -       | SUG 1 | SUZ Ret | TSU 2   | TSU Ret | SUG 3 | SUZ 3 |       |     | 2位  | 98       |
| 1987年 | ヨシムラスズキOLIOFIAT    | スズキ・GSX-R400 | 国際A級 | TT F3  | -       | TSU 3 | SUZ Ret | SUG 2   | SUZ 2 | -       | SUG Ret | TSU 1   | SUG 3 | SUZ - | TSU - |     | 5位  | 84       |
| 1987年 | ヨシムラスズキOLIOFIAT    | スズキ・GSX-R750 | 国際A級 | TT F1  | SUZ Ret | -     | SUZ 7   | SUG Ret | SUZ 2 | TSU 1   | SUG 1   | -       | SUG 1 | SUZ 2 | TSU 3 |     | 1位  | 121      |
| 1988年 | ヨシムラスズキsietto GP-1 | スズキ・GSX-R400 | 国際A級 | TT F3  | SUZ 5   | NIS 3 | SUG     | -       | TSU   | -       | SEN     | SUG     | -     | SUG   | TSU   |     | 9位  | 26       |
| 1988年 | ヨシムラスズキsietto GP-1 | スズキ・GSX-R750 | 国際A級 | TT F1  | SUZ 4   | -     | -       | SUZ 8   | -     | SUG 7   | -       | -       | SUZ 8 | SUG 5 | TSU 3 |     | 4位  | 57       |
| 1989年 | ヨシムラスズキsietto GP-1 | スズキ・GSX-R750 | 国際A級 | TT F1  | SUZ Ret | SUZ 3 | TSU Ret | SUZ 2   | SUG 6 | SUZ 13  | SUG 12  | TSU 5   |       |       |       |     | 6位  | 60       |
| 1990年 | S.R.T                     | スズキ・RGV-Γ250 | 国際A級 | 250cc  | TSU     | NIS   | SUG     | TSU     | SUZ   | TSU     | SUG     | FSW     | SUZ   | SEN   | SUG   | TSU | -    | 0        |

- 太字はポールポジション、斜字はファステストラップ

### 鈴鹿8時間耐久ロードレース
| 年   | チーム                    | ペアライダー             | 車番 | マシン           | 予選順位 | 決勝順位 | 周回数 |
| ---- | ------------------------- | ------------------------ | ---- | ---------------- | -------- | -------- | ------ |
| 1986 | ヨシムラMOTUL             | 宮崎祥司                 | 30   | スズキ・GSX-R750 | 8位      | 10位     | 186    |
| 1987 | ヨシムラスズキOLIOFIAT    | ケビン・シュワンツ (USA) | 12   | スズキ・GSX-R750 | 3位      | Ret      | 19     |
| 1988 | ヨシムラスズキsietto GP-1 | 高吉克郎                 | 45   | スズキ・GSX-R750 | 19位     | 22位     | 189    |
| 1989 | ヨシムラスズキsietto GP-1 | 高吉克郎                 | 45   | スズキ・GSX-R750 | 10位     | 5位      | 197    |